# Kaev Seima
Kaev Seima là một huyện srok thuộc tỉnh Mondulkiri, đông bắc Campuchia. Theo thống kê năm 1998, dân số của huyện chỉ là 8.854 người.